# Elfriede Werthan

Die Grazer Journalistin Elfriede Werthan (rechts) mit Kammersängerin Mimi Coertse, der das Ehrenkreuz für Wissenschaft und Kunst verliehen wurde, 1996

Elfriede Werthan (* 23. Juli 1939 in Graz; † 15. April 2014 in Graz-Ragnitz) war eine österreichische Leistungssportlerin, Journalistin und Schriftstellerin.

## Leben
Elfriede Werthan wurde 1939 in Graz geboren. Sie lernte Drogistin und war 25 Jahre lang als Sportjournalistin bei der Süd-Ost Tagespost, dann 7 Jahre bei der Steirerkrone. Anschließend brachte sie zehn Bücher heraus und hielt auch Lesungen.

### Leichtathletik
Eine Hundertschaft steirischer (ehemaliger) Leichtathletik-Meister gründete im Mai 1981 den „Club der steirischen Leichtathletik-Meister“. Elfriede Werthan war im Kugel- und Diskusbewerb sehr aktiv, hat auch den Club der Leichtathletik-Meister mitgeprägt und war in den letzten Jahren bei den Landesmeisterschaften immer präsent, sie übernahm die Funktion der Geschäftsführerin.

### Musik
In ihrem Beitrag zum Mimi-Coertse-Buch schrieb Werthan (stark verkürzt):

„Ich war im Oktober 1961 eingeladen, Donizettis Lucia di Lammermoor im Grazer Opernhaus zu besuchen. Mit Mimi Coertse in der Titelpartie. Sie verzauberte mit ihrem Koloratursopran das Grazer Opernpublikum, alle ihre Vorstellungen waren ausverkauft.“

„Ich war damals Wettkampfsportlerin, Kugelstoßerin. Bevor ich mich für den Opernabend zurechtmachte, schob ich ein hartes Training in der Kraftkammer ein. Die Oper sollte eine Belohnung sein. Ich träumte davon, eines Tages Olympiakämpferin zu werden. Tonnenweise stemmte ich Eisen, nur damit die Kugel weit flog. Die Olympischen Spiele in Tokio 1964 waren mein großes Ziel.“

„Meine Träume von der großen Karriere zerbrachen 1962 an einer schweren Verletzung. In dieser Trostlosigkeit beschloss ich, für eine Woche nach Wien zu reisen, jeden Abend die Staatsoper zu besuchen. Der Reigen begann mit Mimi Coertse als Traviata. Als ich am Bühnentürl stand, lud sie mich für die kommenden Tage ein.“

„Auf der Heimfahrt mit dem Zug schrieb ich all das Erlebte auf, es war für das Grazer Opernpublikum interessant, welche internationalen Angebote und Pläne Mimi Coertse hatte. Ich bot meine Stories Zeitungen an, die Geschichten wurden veröffentlicht. Ich machte schließlich Schreiben zu meinem Beruf und fand die Erfüllung meines Lebens. Zunächst war ich 30 Jahre Journalistin, dann mündete mein Weg in die Schriftstellerei.“

Einen Lebenstraum erfüllte sich die „Steirerin des Tages“: Mit dem Erlös ihrer letzten beiden Bücher, rund 15.000 €, unterstützte sie die Auftritte des „Black Tie Ensembles“ in der Steiermark. Damit ermöglichte sie das Konzert im Grazer Landhaushof, bei dem die von Kammersängerin Mimi Coertse geleiteten jungen Sänger aus Südafrika „Arien aus der Welt der Oper“ sangen.
Elfriede Werthan war langjähriges Mitglied von Sports Media Austria. Sie starb in Graz kurz vor Vollendung ihres 75. Lebensjahres.

## Werke (Auswahl)
- Heribert Thaller: Spuren, die kein Wind verweht. 100 Jahre steirische Skigeschichte. Eigenverlag, Schladming 1990.
- Mit Gerda Nigitz: Worte zum Tag. Eigenverlag, Graz 1995.
- Kraft und Magie der Heilkräuter. Eigenverlag, Graz 1997.
- Zünd an ein Licht. Advent- und Weihnachtserzählungen. Eigenverlag, Graz 1999, ISBN 3-901630-01-5.
- Ein Wollschal für das Christkind. Weihnachtserzählungen. Gedanken der Zuversicht. Geschichten: Irmgard Baum. Lyrik: Elfriede Werthan. St. Margarethen / Raab 2001, ISBN 3-902072-01-6.
- Zaubergarten Natur – heilende Früchte, Kräuter und Gewürze. Eigenverlag, Graz 2001, ISBN 3-901630-05-8.
- Mit Helmuth Furch und Eva Hilda Smolik: Kammersängerin Mimi Coertse. Eine Wienerin aus Südafrika. Mit einem Vorwort von Marcel Prawy und einem persönlichen Brief von Christl Schönfeldt. Wien/Graz 2002.[2]
- Mit Richard Jindra: Joseph Adam Mölk: Neue Forschungen, Quellen, Fakten. Eigenverlag, Graz 2010, ISBN 978-3-901630-11-8.

(Quelle:)